# 聽得見的夢想
《聽得見的夢想DREAMS》是2009年台北聽障奧運的主題曲，由歌手張惠妹演唱、譜曲。

## 製作團隊
財團法人2009年臺北聽障奧林匹克運動會基金會出品
- 製作人：張惠妹
- 作詞：陳鎮川
- 作曲：張惠妹
- 編曲：Martin Tang
- 合聲編寫：馬毓芬
- 合聲：馬毓芬、阿達、盧皆興
- 錄音工程：蔣自強、陳文駿、陳振發、葉育軒
- 錄音室：白金錄音室、強力錄音室
- 混音工程：王俊傑 (混音師)  混音錄音室：白金錄音室
- 音樂錄影帶：柳廣輝

## 資料來源
- 聽奧官方網站
- 《聽得見的夢想》單曲CD

## 外部連結
- 聽奧官方網站 （页面存档备份，存于）
- 聽得見的夢想正式版MV （页面存档备份，存于）